# Campylopus richardii
Campylopus richardii là một loài Rêu trong họ Dicranaceae. Loài này được Brid. mô tả khoa học đầu tiên năm 1819.